# Fasche

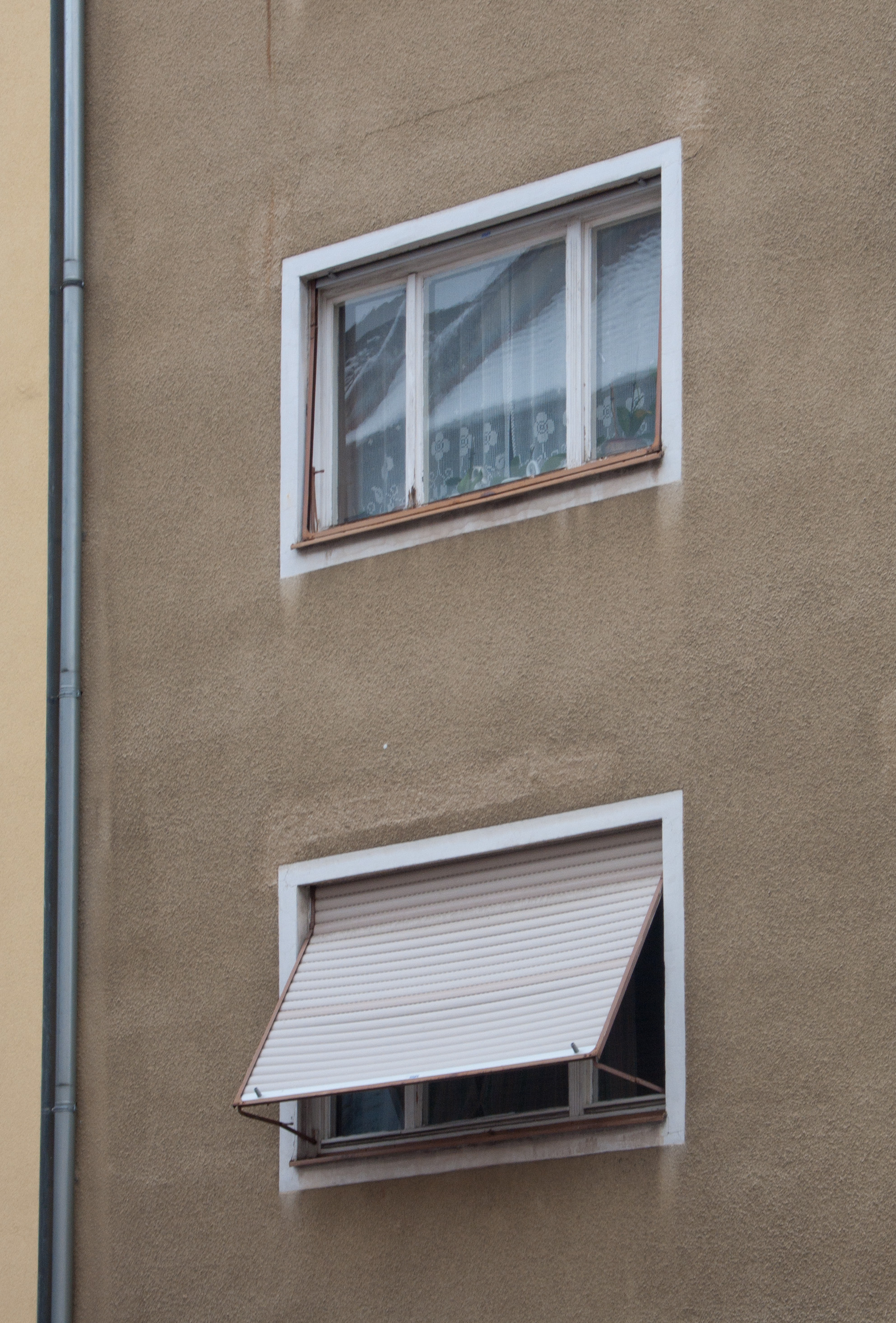
Schlichte weiße Putzfaschen an Fenstern der Nachkriegszeit (Nürnberg, Nibelungenstraße 9; Aufnahme 2013)

Faschen sind die gestalterisch abgesetzten Umrahmungen von Fassadenöffnungen in Gebäuden, üblicherweise außen um Fenster und Türen herum. Traditionell bestehen Faschen aus Putz, Stuck, einer Holzverkleidung oder sind nur mit Farbe aufgemalt.

## Beschreibung
Faschen können aus der Wandfläche plastisch hervortreten, in diese vertieft eingelegt sein oder auch nur farblich gestaltet sein (Farbfasche). 
Eine in den Fassadenputz eingearbeitete Fasche wird als Putzfasche bezeichnet. Zur Herstellung vertieft liegender Putzfaschen wird traditionell der gleichmäßig aufgebrachte Grundputz im Bereich der Faschen mit Brettern abgedeckt. Anschließend wird auf die übrige Fassade z. B. ein grober Kratz-, Rau- oder Spritzputz aufgebracht. Nach dem Entfernen der Bretter kann der Bereich der Faschen noch mit einem dünnen Schweiß- oder Glättputz abgezogen und farbig gefasst werden. Putzfaschen könne auch profiliert vortreten; der Übergang zu Applikationen als Stuckfaschen ist fließend.

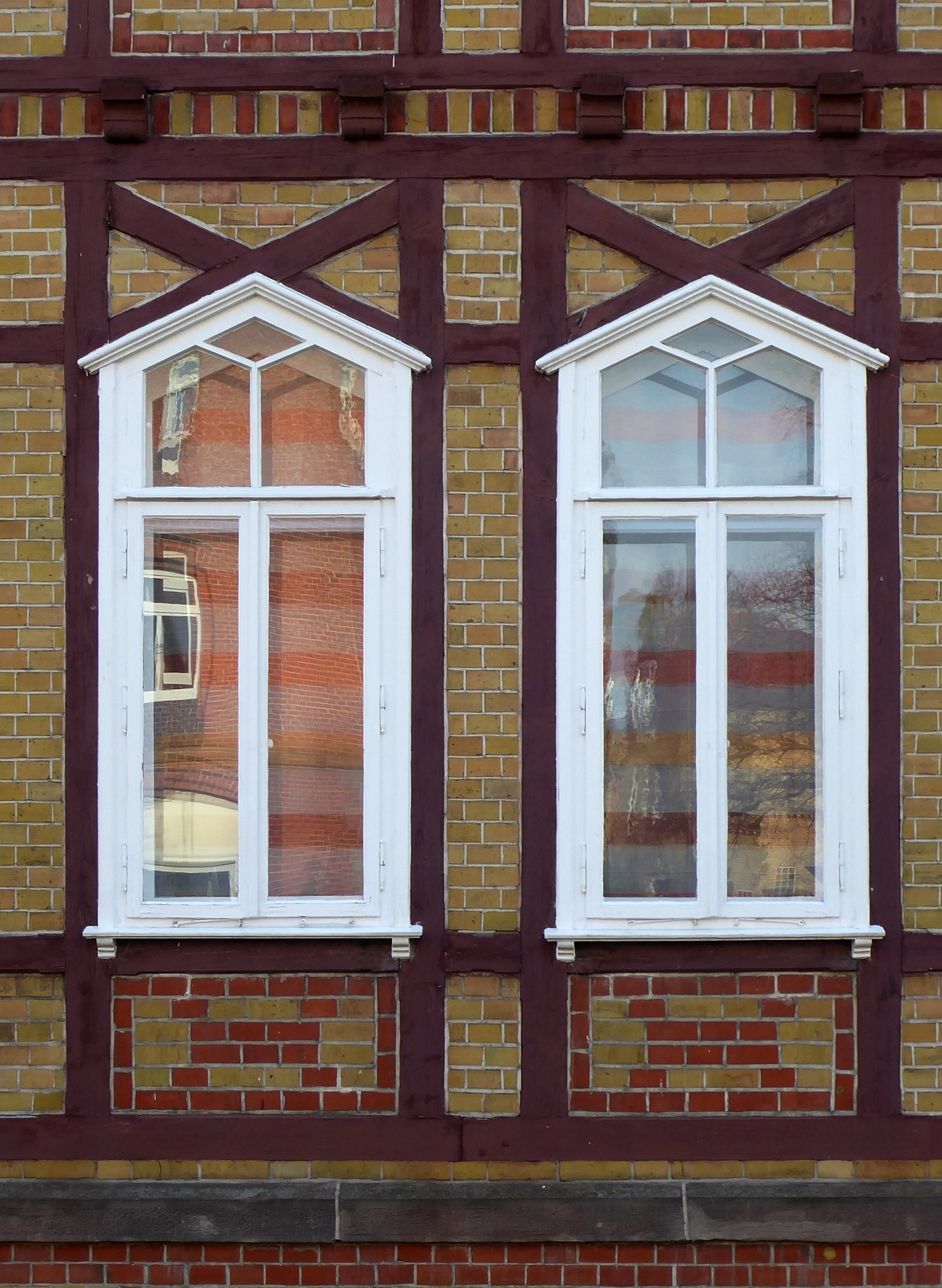
Brettfaschen als Fensterumrahmung (Göttingen, Geismar Landstraße 24, erbaut um 1885; Aufnahme 2021)

Holzfaschen sind Brettumrahmungen der Fassadenöffnungen; sie können zur Zierde mehr oder weniger profiliert sein. 

Galerie: Zier-Faschen (Farbfaschen, Putz-, Stuck- und Brettfaschen)
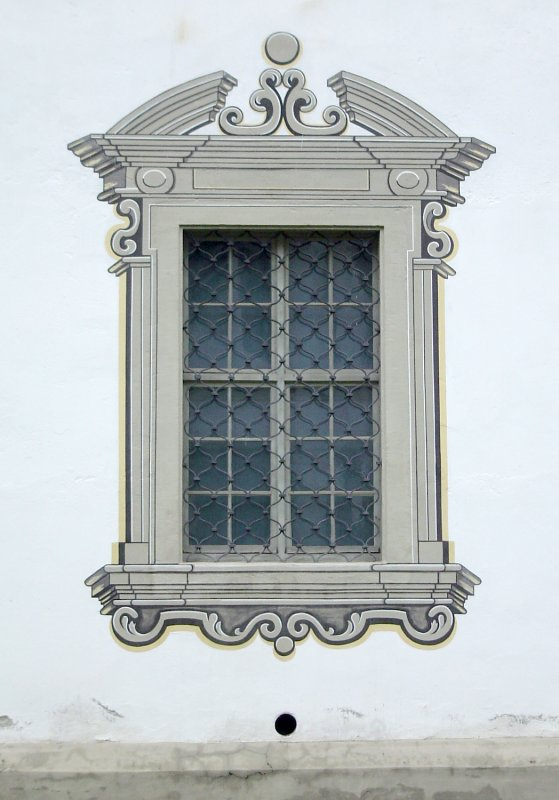
Farbfasche in Trompe-l’œil-Manier in Salem (Baden-Württemberg)
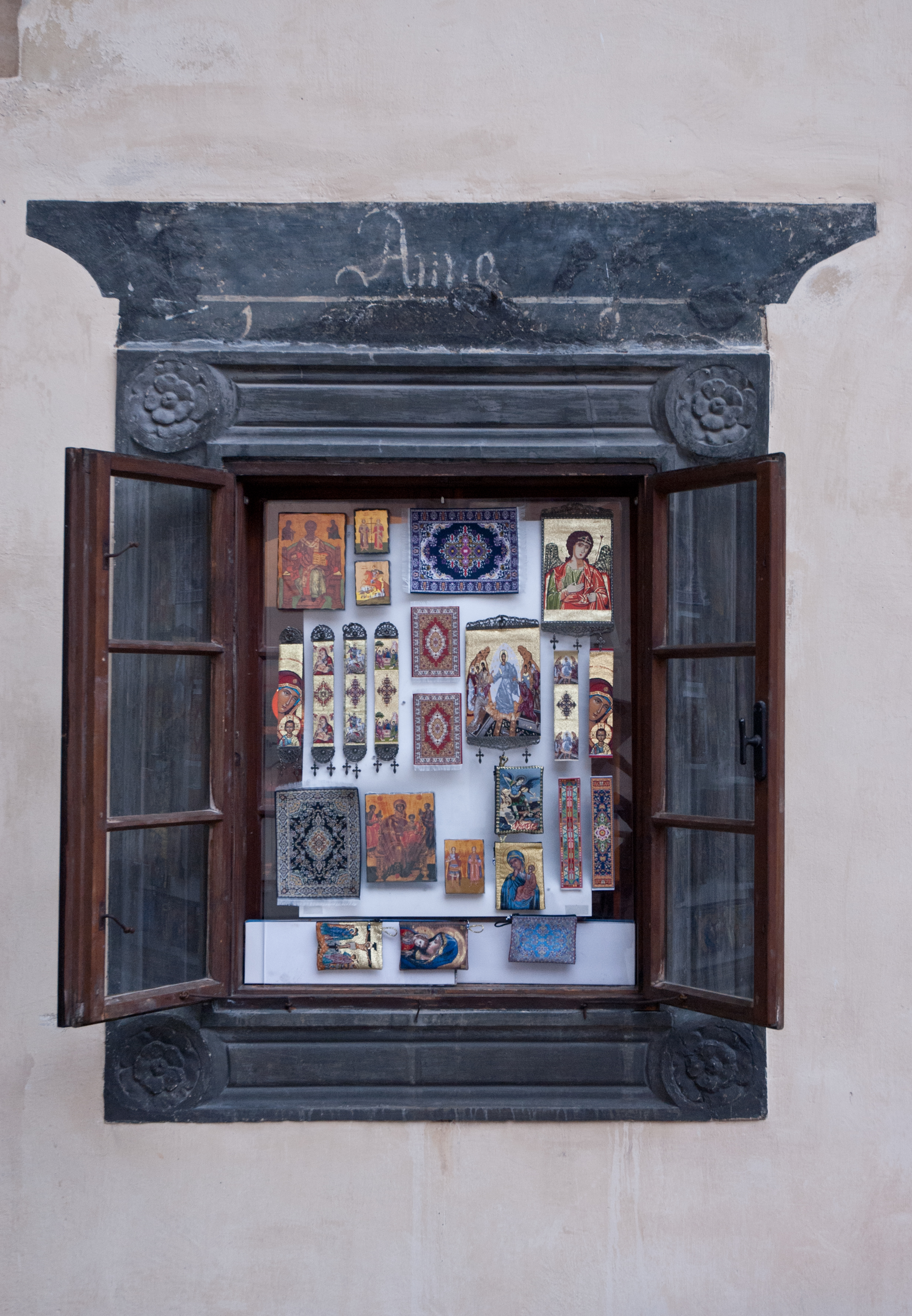
Farbfasche im Innenhof der Schallaburg (Niederösterreich)
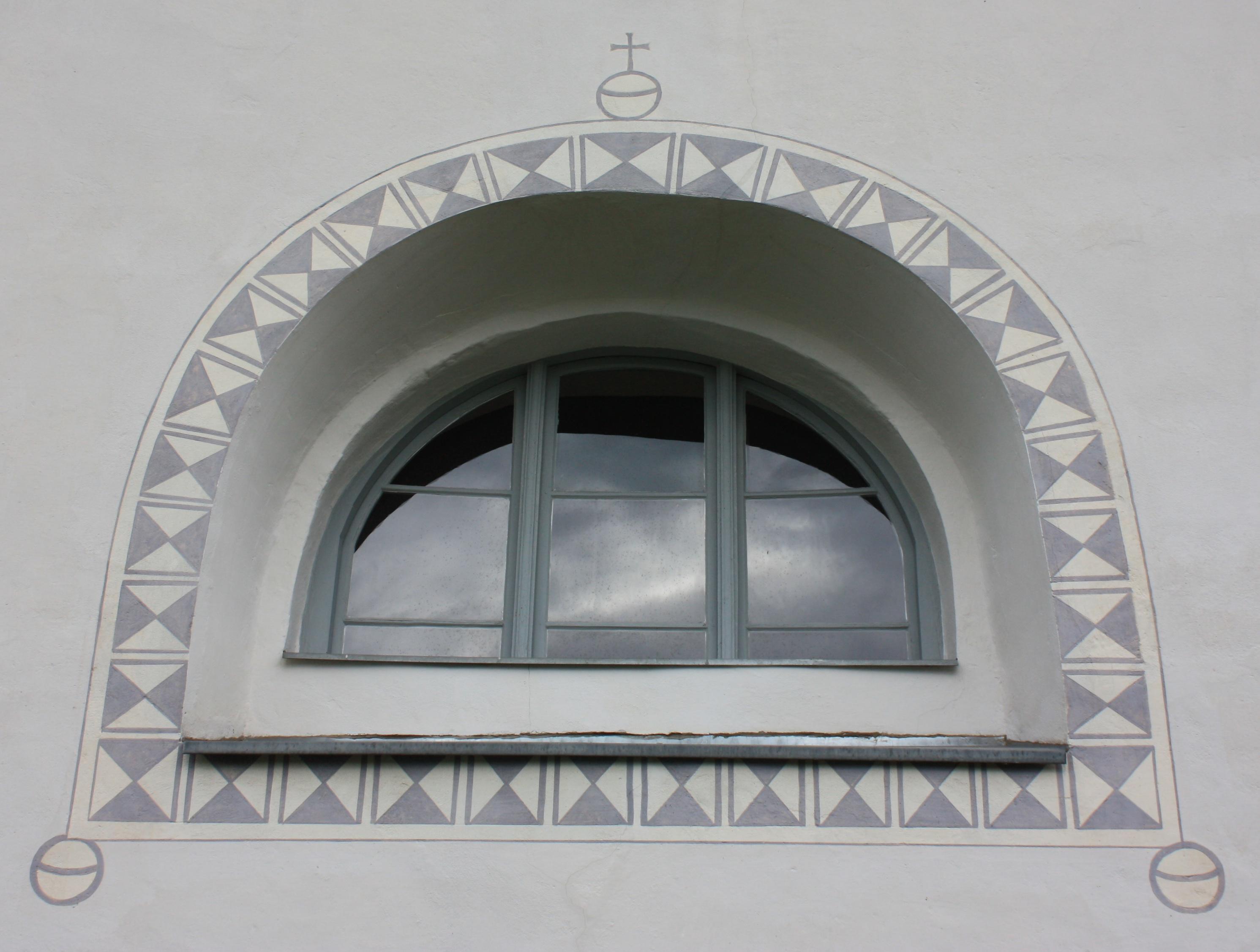
Farbfasche an der Kirche Hl. Sebastian und Roches in Sankt Andrä (Kärnten)
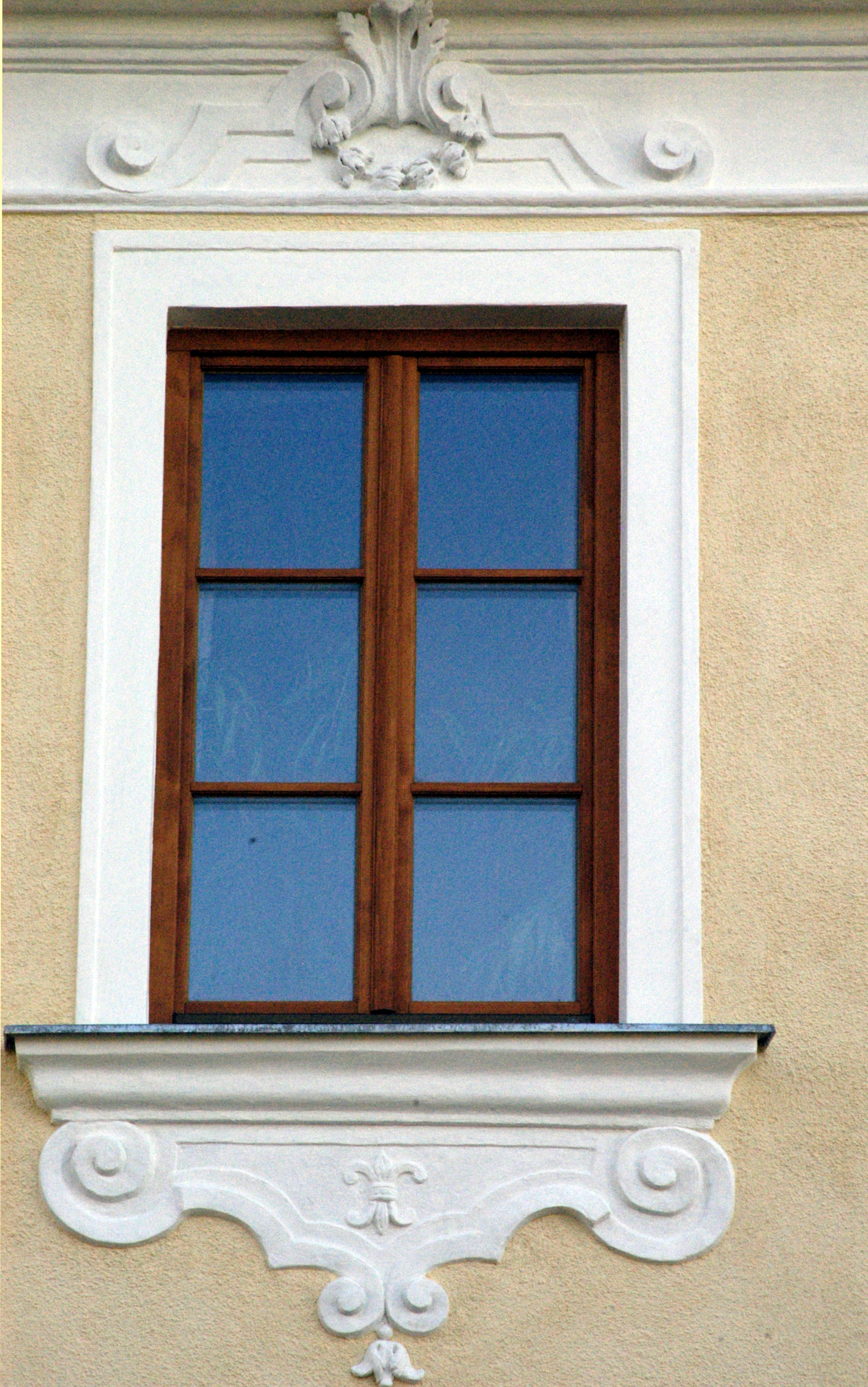
Stuckfasche am Pfarrhof in Ziersdorf-Radlbrunn (Niederösterreich)
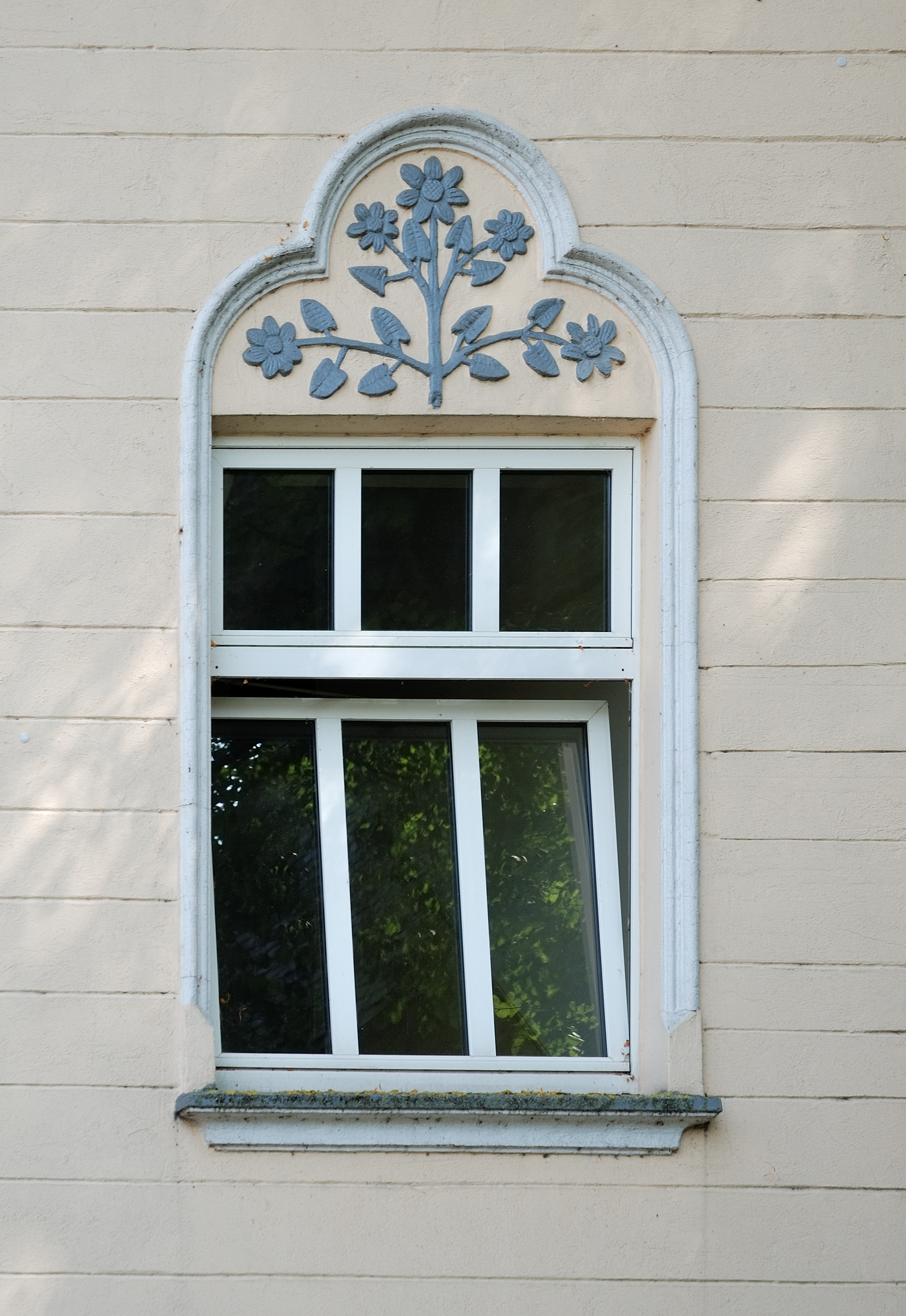
Stuckfasche in Schwerte (Nordrhein-Westfalen)
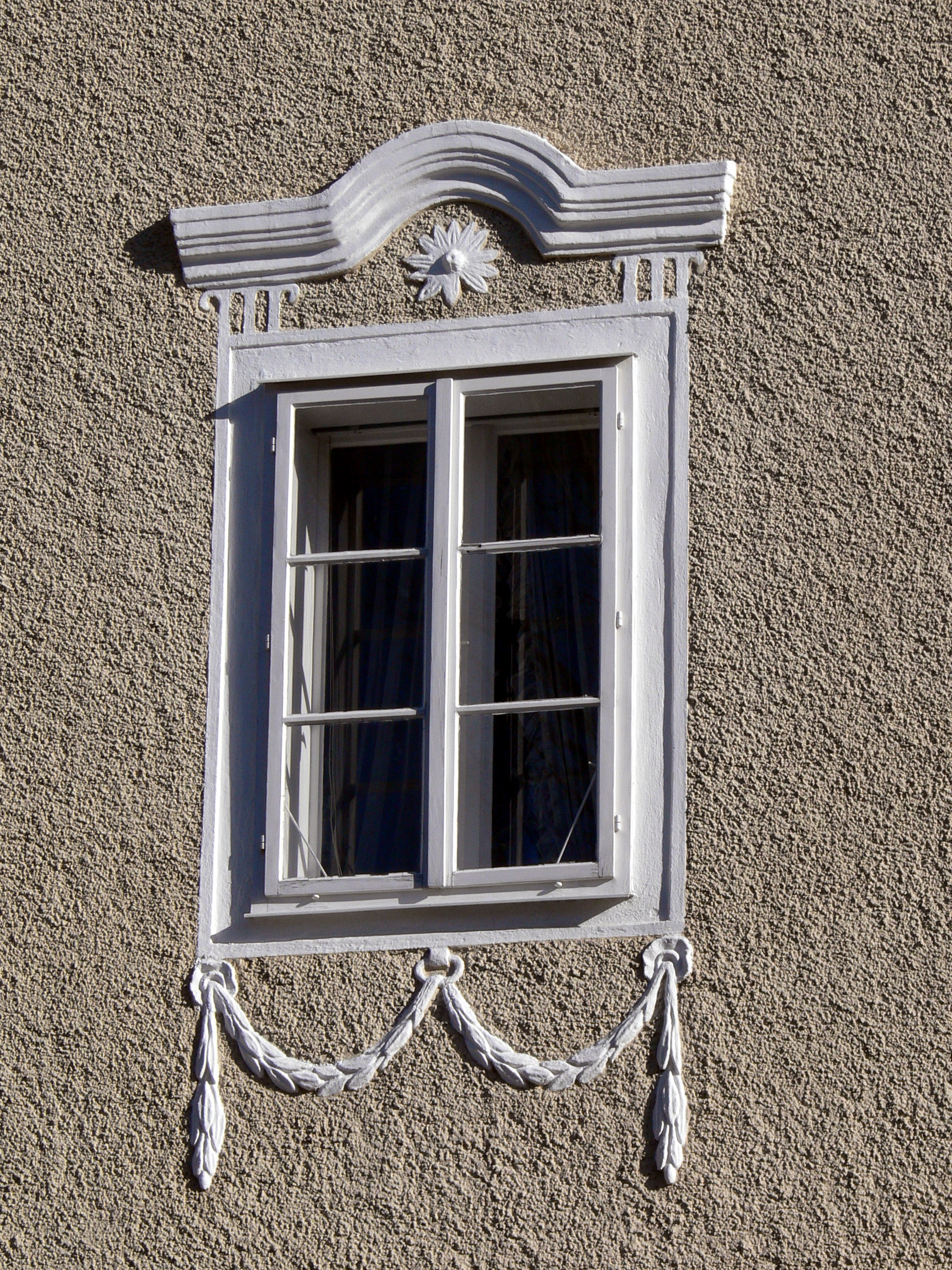
Putzfasche in Neufelden (Oberösterreich)
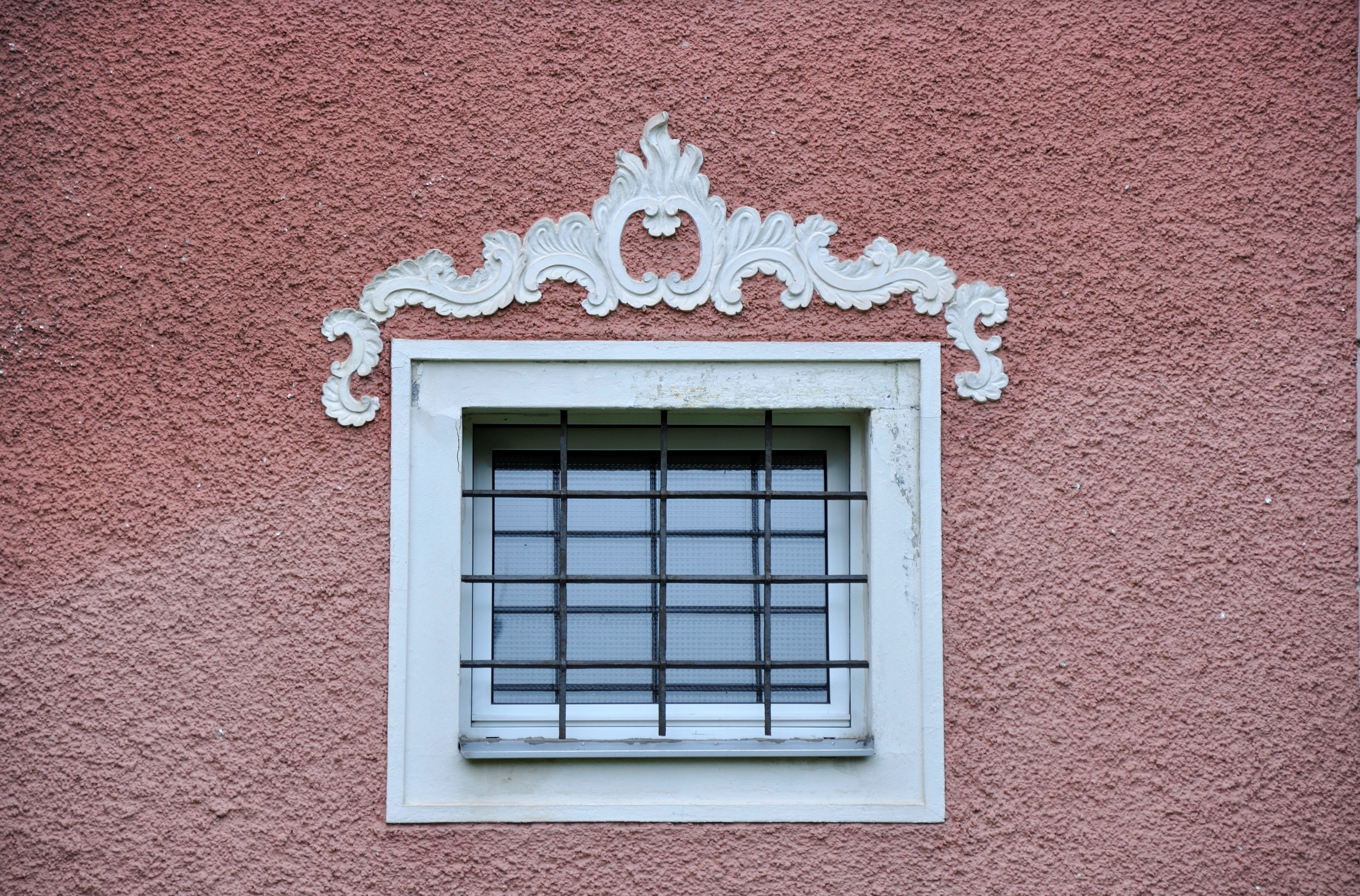
Putzfasche am Pfarrhof in Molln (Oberösterreich)
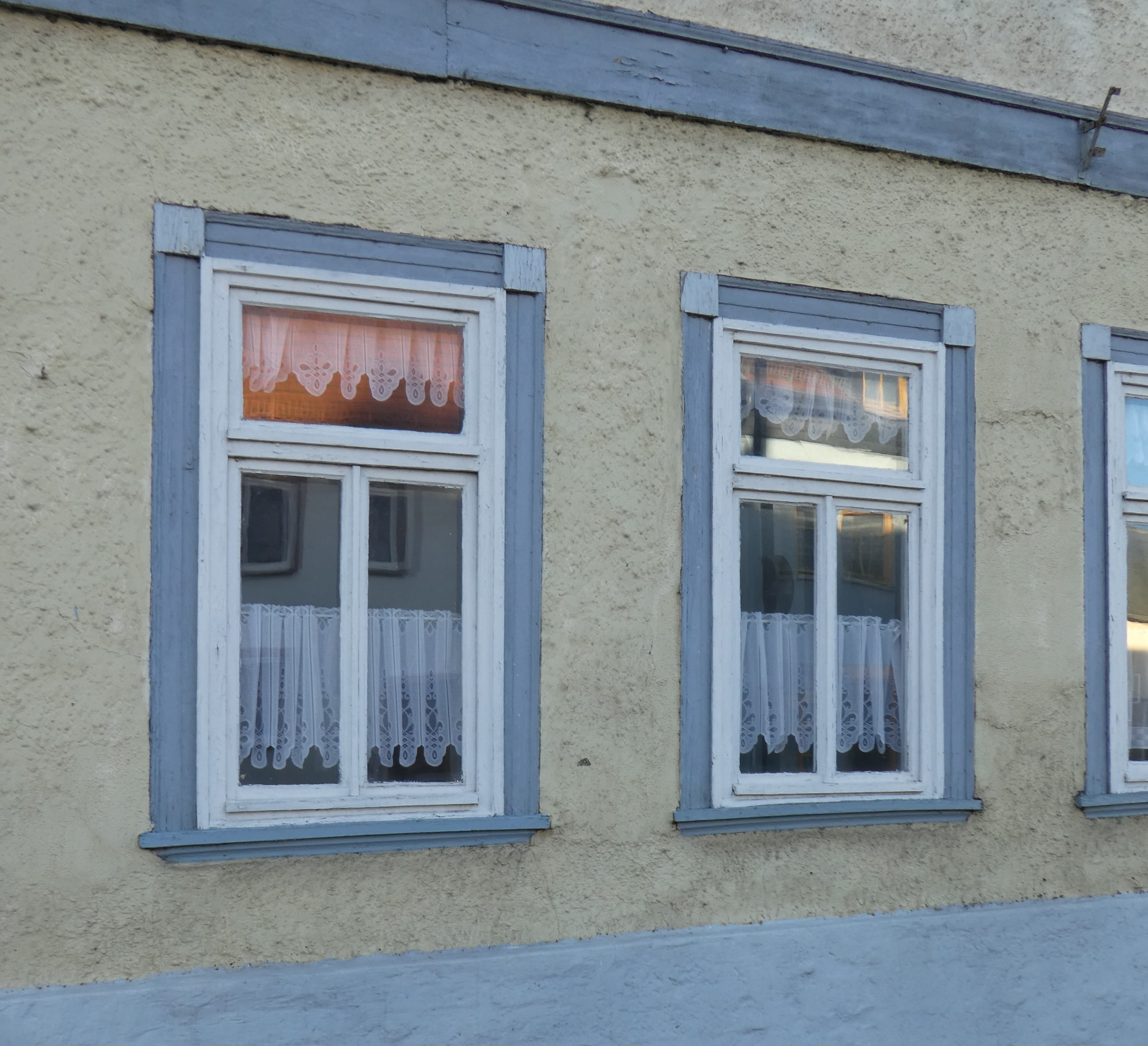
Hölzerne Fensterfaschen (Sondershausen, Langestraße)

## Begriffliche Unterscheidungen
Begrifflich von der Fasche abzugrenzen sind die der Öffnung zugewandten Wandoberflächen (Laibung) und die Öffnung trichterartig vergrößernde Wandeinziehungen (Gewände).
Wenn sich unmittelbar unter der Fassadenöffnung ein Gesims befindet, so verläuft die Fensterfasche meist nur seitlich und oberhalb der Öffnung. Verlaufen unmittelbar seitlich der Öffnung Lisenen, so wird die Fasche nur aus einem unteren und oberem Streifen gebildet. Besonders ausgeprägte oder auftragende seitliche Elemente der Fasche werden manchmal auch als Fensterlisene bezeichnet.